# 河野安優美
河野 安優美（こうの あゆみ、1989年2月18日 - ）は、キリンプロ大阪オフィスに所属していた日本の女優、モデル。

## 出演

### テレビドラマ
- 連続テレビ小説 てるてる家族（NHK大阪放送局、2003年） - 受験生 役
- ドラマ30 デザイナー 第10話[1]（毎日放送、2005年） - 高校生 役

### ビデオパッケージ
- 日大学生募集（日本大学、2004年）

### ウェブサイト
- ニンテンドーDS（任天堂）

### CM
- ダイワハウス

### 舞台
- ソラリスの謎（2005年） - ジェニー 役
- 明日への扉〜夢にむかって〜（門真市民文化会館ルミエールホール 小ホール[2]、2006年） - 野沢瑠璃 役

### テレビ番組
2005年から放送の『（株）アイドル芸能社』（BS-i）にレギュラー出演していた。
それと並行して、『行列のできる法律相談所SP』（日本テレビ）の北村弁護士篇、『いつでも笑みを!』（関西テレビ）の今井雅之篇や角田信朗篇などにもゲスト出演。『お笑いワイドショー マルコポロリ!』（関西テレビ）にゲスト出演した際には浅香唯を演じた。

## モデル活動

### スチール
- 髙島屋（2003年）
- FLASH EXCITING 81号（光文社）
- ニンテンドーDS（任天堂）
- sabra（小学館）
- T'A ティーンズアクトレス（宙出版）
- キユーピークオーター（キユーピー）
- 高校数学（啓林館）
- 尾崎商事
- SUN-MAGAZINE MOOK モテかわいい 1月号・5月号（マガジン・マガジン）